# اکنکار

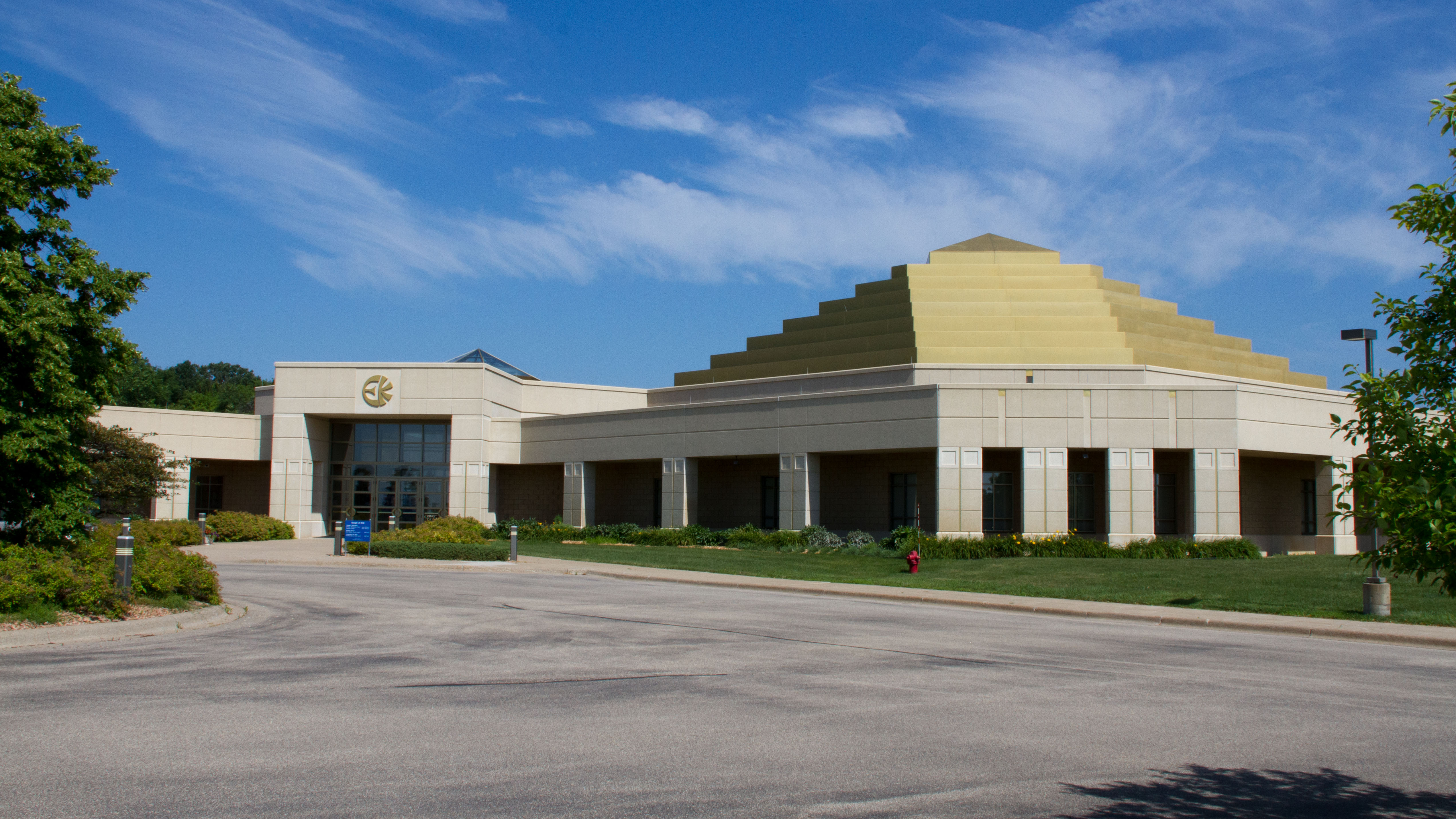
معبد اک، چنهسن، مینه‌سوتا

اکنکار (به انگلیسی: ECKANKAR) جنبش نوپدید دینی است که در سال ۱۹۶۵ در ایالات متحده بنیان گذاشته شد. این جنبش افراد را به ممارست معنوی که ممارست‌کنندگان را به تجربه آنچه پیروانش «نور و صوت الهی» می‌نامند، قادر می‌سازد.
براساس واژه‌شناسی، اصطلاح اکنکار به معنی «همکاری با خدا» است. این احتمال وجود دارد که این کلمه از کلمهٔ پنجابی اکنکار (Ekankār) یا اک اونکار (Ik Oankār)، (کلمه‌ای که برای اولین بار در کتاب گورو گرانت صاحب یازدهمین پیشوای دین سیک آمده و یکی از نام‌های خداوند در این دین است) گرفته شده‌ باشد. کلمه اک یا ایک همان عدد یک در هندی، اردو و پنجابی (از ایکا سانسکریت) است. این کلمه از اکُنکار یا اک اونکار (سانسکریت اکا اومکآرا)، که نامی برای خداوند است گرفته شده و توسط گورو نانک بکار برده شده
از سال ۱۹۸۵ پیروان اکنکار این طریقت را به‌عنوان آیین نور و صوت الهی توصیف کرده‌اند. قبل از ۱۹۸۵ اکنکار به‌عنوان علم باستانی سفر روح، علم آگاهی کلی و روشی از زندگی شناخته می‌شد. اک واژهٔ دیگری برای روح الهی است که همچنین به‌عنوان جریان حیات قابل شنیدن، نیروی زندگی یا نور و صوت الهی شناخته می‌شود.
معبد و دفتر مرکزی اکنکار در چنهسن، مینه‌سوتا (جنوب‌غربی مینیاپولیس) قرار دارد.

## پیشینه
رهبر اکنکار با نام ماهانتا، استاد زندهٔ اک شناخته می‌شود. برطبق آموزه‌های اکنکار به استاد زندهٔ اک احترام گذاشته می‌شود اما پیروان اکنکار او را نمی‌پرستند بلکه به او به‌عنوان راهنمایی معنوی برای پیشرفت معنوی پیروان نگاه می‌کنند. پال توئیچل اکنکار را در ۱۹۶۵ با عنوان ماهانتا، ۹۷۱مین استاد زندهٔ اک بنیان گذاشت، و آن را تا ۱۹۷۱ رهبری کرد. داروین گراس (Gross) (نام معنوی: دیپ رن) پس از او ۹۷۲مین استاد زندهٔ اک شد و آن را تا ۱۹۸۱ رهبری کرد. در ۲۳ اکتبر ۱۹۸۱، هارولد کلِمپ ۹۷۳مین استاد زنده شد و هم‌اکنون رهبر معنوی فعلیِ اکنکار است.

## تعالیم
یکی از انگاره‌های پایه‌ای این است که روح (خودِ حقیقی) می‌تواند کالبد جسمانی را به‌سوی آگاهی کامل ترک کند و آزادانه در سطوح دیگرِ واقعیت سفر کند. اکنکار بر تجربه معنوی شخصی به عنوان طبیعی‌ترین شیوه رجوع به خدا تأکید دارد. که این امر از طریق سفر روح و تغییر در آگاهی از جسم به سطوح درونی وجود حاصل می‌شود. مانتراهای مشخصی جهت تسهیل در رشد معنوی به‌کار برده می‌شود. یکی از تمرین‌های معنوی مهم اکنکار خواندن سرود هیو (HU) به‌صورت کشیده‌است. هیو در سنت‌های عرفانی و دیگر سنت‌ها و در اکنکار به‌عنوان «سرود عشق الهی» مشاهده می‌شود. در انگلیسی آمریکایی، مشابه واژهٔ "Hue" به‌صورت کشیده هنگام بازدم تلفظ می‌شود، و این سرود اغلب به مدت ۲۰ دقیقه خوانده می‌شود. اکیست‌ها آن را به‌تنهایی یا گروهی می‌خوانند. اکیست‌ها معتقدند سرود هیو، با برقراری ارتباط با روح الهی این امکان را برای دانش‌جوی معنوی فراهم می‌آورَد که به مرحله‌ای بالاتری از حواس فیزیکی و ذهنی و احساسات و دیدگاه معنوی دست یابند. رویاها به عنوان ابزار تعلیمی مهمی در نظر گرفته می‌شود و اعضا اغلب دفترچه یادداشت شخصی برای تسهیل در مطالعه این رؤیاها را با خود دارند. بر این اساس پیروان اکنکار، سفر رؤیا را اغلب به عنوان دروازه‌ای برای سفر روح یا تغییر آگاهی شخص به حالت‌های بسیار بالاترِ وجود در نظر می‌گیرند.
اکنکار می‌آموزد که آزادی معنوی در طول عمر فرد است و برای همه افراد وصول به حقیقت (شناخت خود به عنوان جرقه ایی از حق تعالی) و شناخت خدا (شناخت خودش به‌عنوان جرقه‌ای از خدا) در طول یک زندگی امکان‌پذیر است. در پشت کارت عضویت اکنکار عبارتی از کتاب شریعت-کی-سوگماد نوشته است که: هدف و مقصود اکنکار همیشه این بوده است که روح را از مسیر خود به سوی منبع الهی‌اش بازگرداند.
تأکید همیشگی بر تغییر از تجربیات خارج از جسم به بسط آگاهی توسط تجربهٔ عشق الهی در مسائل روزمره منتقل شده‌است. هدف معنوی نهایی همه اکیست‌ها آگاهی به همکار خدا شدن است. شریعت-کی-سوگماد که به‌معنای «راه جاویدان» است، کتاب مقدس اکنکار است.  بعضی از این اعتقادات کلیدی که در شریعت کی سوگماد آموزش داده شده شامل سفر روح، کارما، تناسخ، عشق، نور و صوت و بسیاری از موضوعات معنوی دیگر است. اکیست معتقدند سوگماد منبع لایزالی از آنچه همه اشکال را به‌وجود آورده‌است و آنکه اک، جریان صدا، جریانی از سوگماد و در ابعاد پایین‌تر است.

## هارولد کلِمپ
سری هارولد کلِمپ که هم‌اکنون ماهانتا، استاد حق در قید حیات است. نام وجه درونی وی واه‌زی "وازی" (Wah Z) است. اکنکار همیشه استاد در قید حیاتی دارد. هارولد کلمپ کتاب‌ها و مقالات و مباحثات زیادی را در مورد تعالیم اک نگاشته‌است و ویدئوهای زیادی از صحبت‌های وی موجود است. وی در یک مزرعه در ویسکانسین متولد شد، به مدرسه الهیات پیوست و عضو فرقه روسیکروسیان(Rosicrucian) بود. در دهه ۱۹۶۰ وی شروع به مطالعه تعالیم اک کرد. بعد از سال‌ها ممارست معنوی جدی، وی در ۱۹۸۱  ماهانتا، استاد در قید حیات اک شد. گفته می‌شود او توانایی عمل هم به عنوان استاد درونی و هم بیرونی برای نوآموزان اکنکار را دارد. بسیاری از نوآموزان تعالی و تغییر در زندگی را در نتیجه برخورد با استاد درونی، واه زی Wah Z از طریق رؤیا، تمارین معنوی، تجارب سفر روح و طرق دیگر گزارش دادند. گفته می‌شود که تعالیم اِک مردم را تعالی می‌بخشد و به آن‌ها جهت فهم تجارب شخصی شان در زمینه نور و صوت الهی کمک می‌کند. تعالیم اک به مردم در سراسر جهان برای دستیابی به آزادی معنوی بزرگ‌تر و عشق کمک کرده‌است. به عنوان استاد در قید حیات اک، هارولد کلمپ مسئول ادامه تکامل تعالیم اکنکار است.

## سرچشمه
اگرچه پال توئیچل اکنکار را در سال ۱۹۶۵ بنیان نهاد، اما این تعالیم ابراز میکند که پایه تعالیم اکنکار به آغاز زندگی بشری برمی‌گردد.
بنا به گفتهٔ دوگ مارمان (Doug Marman)، پال توئیچل تحت تأثیر بسیاری از تعالیم مذهبی باستانی و مدرن در ایجاد آموزش اکنکار است، اما منابع اصلی‌اش به نظر می‌رسد سوفیسم (Sufism) و تعلیم کمتر شناخته شده در هند که «ایمان به اولیا» نامیده می‌شود است. این‌جایی است که دیگر تعالیم نور و صوت، همچون سانت مات و سورات شابد یوگا همچنین ریشه‌هایشان منشعب شد.
مجموعه بزرگی از آثار در زمینه نور و صوت توسط متخصصان هندی تألیف شده‌است، و همچنین توسط استادان نور و صوت «شیودال سینگ»(Shivdayāl Singh) (نویسنده سار باچان(the Sar Bachan)، کتاب مقدس پال توئیچل)، ساوان سینگ، کیرپال سینگ (کسی که در ۱۹۵۵ پال توئیچل را متشرف به سورات شابد یوگا کرد)، چاران سینگ، دارشان سینگ و راجیندر سینگ نوشته شده‌است. چاران سینگ بنابراین در کتاب «فرموده استاد» (Beas: RSSB) به پال توئیچل اشاره می‌کند. در این کتاب، شاگردی از این نویسنده در مورد اینکه چطور آمریکایی با نام پال توئیچل می‌آید و تعلیمات طریقت نور و صوت را دریافت می‌کند اما آن را سانت مات نمی‌نامد، می‌پرسد. برای بحث آکادمیکی عمیق و گسترده در این زمینه منبع تعلیم نور و صوت، می‌توانید به منابع زیر رجوع کنید.
اکنکار به عنوان سازمانی تجاری تأسیس شد و بعداً به عنوان سازمانی غیرانتفاعی ثبت شد. ۱۸ سال بعد، در ۱۹۸۳، هارولد کلمپ آن را به نهاد مذهبی به رسمیت شناخته شده تغییر داد.

## اتهام دزدی ادبی
بعد از مرگ پال توئیچل در ۱۹۷۱، دیوید سی لین کتابی را انتشار داد که مدعی بود بعضی از کتاب‌های اکنکار پال توئیچل شامل متونی از کتب سایر نویسندگانی است که به آن‌ها استناد نشده‌است. 
در سال ۲۰۰۷ دوگ مارمن، یک متشرف سطح بالای اکنکار، در پاسخگویی به انتقادهای وارد شده توسط لین کتابی را با عنوان تمام حقیقت منتشر کرد، که به بررسی انتقادها به‌طور مفصلی به وسیلهٔ مراجع تاریخی قابل اثباتی می‌پردازد.

## سانسور و اعدام اعضا در ایران
کریم زرگر اوایل پاییز سال ۱۳۹۴ همراه با مرجان داوری بازداشت و به زندان اوین منتقل شد. به گزارش هرانا جلسات دادگاه این دو نفر به ریاست قاضی ابوالقاسم صلواتی در مهر و آذر ۱۳۹۵ برگزار شده و در نهایت هر دو به اتهاماتی از جمله فساد فی‌الارض به اعدام محکوم شده‌اند. علاوه بر حکم دادگاه انقلاب، کریم زرگر در پرونده دیگری به اتهام «تجاور به عنف» در شعبه ششم دادگاه کیفری استان تهران هم محاکمه و به اعدام محکوم شده بود.
به گزارش فعالان حقوق بشر ایران در دهم بهمن ۱۳۹۶ حکم اعدام کریم زرگر، از مدیران پیشین صدا و سیما و بنیان‌گذار «مؤسسه راه معرفت» در ایران زندان رجایی شهر کرج به اجرا گذاشته شده روزنامه ایران روز ۲۳ بهمن در خبری بدون ذکر نام یا تاریخ از به دار آویختن مردی میانسال خبر داده که به نوشته این روزنامه «با دایر کردن یک مؤسسه عرفان قلابی در تهران و با کمک همسرش، زنان و دختران گرفتار را به خلوتگاه شیطانی کشانده و نقشه‌های سیاهش را اجرا می‌کرد.»